# Авренвиль (Мёрт и Мозель)
Авренви́ль (фр. Avrainville) — коммуна во французском департаменте Мёрт и Мозель региона Лотарингия. Относится к  кантону Домевр-ан-Э.	

## География
Авренвиль расположен в 21 км к западу от Нанси и к северу от Туля. Соседние коммуны: Манонкур-ан-Вуавр и Трамблекур на севере, Розьер-ан-Э на северо-востоке, Жайон на юго-востоке, Франшвиль на юге, Буврон на юго-западе, Андийи и Руайоме на западе.
Рядом с Авренвилем находится бывшая военно-воздушная база 136 Туль-Розьер.

## История
- На территории коммуны находятся следы галло-романской и франкской культур.

## Демография
Население коммуны на 2010 год составляло 223 человека.
| 1962 | 1968 | 1975 | 1982 | 1990 | 1999 | 2010 |
| ---- | ---- | ---- | ---- | ---- | ---- | ---- |
| 170  | 166  | 142  | 132  | 144  | 171  | 223  |

## Достопримечательности
- Остатки древнеримской дороги Лион—Трир.
- Замок Авренвиль сооружён в XIX веке, после многочисленных перестроек и модификаций сначала был превращён в маслобойню, сейчас - ферма.
- Церковь святого Петра, построена в XVIII веке.